# Michael Weicht
Michael Weicht (* 23. Februar 1988) ist ein deutscher Radrennfahrer.
Als Juniorenfahrer gewann Weicht bei den deutschen Meisterschaften im Madison zusammen mit Sebastian Forke Silber und  im Punktefahren Bronze.
Im Erwachsenenbereich fuhr Weicht 2007 und 2008 beim Continental Team Milram, der Nachwuchsmannschaft des Team Milram, für das er Ende der Saison als Stagiaire fuhr, jedoch keinen regulären Vertrag erhielt. Von 2009 bis 2011 war Weicht beim LKT Team Brandenburg unter Vertrag. In dieser Zeit gewann er 2009 mit einer Etappe der Bałtyk-Karkonosze Tour seinen einzigen internationalen Wettbewerb und 2010 die Bronzemedaille in der deutschen U23-Meisterschaft im Einzelzeitfahren.

## Erfolge
2005
- Deutsche Meisterschaft – Madison (Junioren)
- Deutsche Meisterschaft – Punktefahren (Junioren)

2007
- Mannschaftszeitfahren Thüringen-Rundfahrt

2009
- eine Etappe Bałtyk-Karkonosze Tour

2010
- Deutsche Meisterschaft – Einzelzeitfahren (U23)

## Teams
- 2007–2008 Continental Team Milram
- 2009–2011 LKT Team Brandenburg